# Paranoid Android
Singles de Radiohead
Street Spirit (Fade Out)
(1996) Karma Police
(1997)
Pistes de OK Computer
Airbag Subterranean Homesick Alien
Paranoid Android est une chanson sortie en 1997 enregistrée et écrite par le groupe de rock alternatif anglais Radiohead, issue de leur troisième album OK Computer.
Elle a été écrite par le chanteur Thom Yorke, expliquant que les paroles lui ont été inspirées par l'intrusion de fans qui l'ont harcelé dans un bar de Los Angeles. D'une durée d'environ six minutes et demi, Paranoid Android a été découpée en quatre parties et s'inspire des titres Happiness Is a Warm Gun des Beatles et Bohemian Rhapsody de Queen. Le titre Paranoid Android est une référence à un personnage du Guide du voyageur galactique : Marvin, l'androïde paranoïde de Douglas Adams.

## Structure du morceau
Paranoid Android se divise en trois sections musicales distinctes. La première, qui commence avec la guitare acoustique par « Please could you stop the noise i'm trying to get some rest », la deuxième (« Ambition makes you look pretty ugly ») où le volume monte avec un passage violent, hard rock, et la troisième « Rain down, come on rain down on me, from a great height », de nouveau plus calme, avant le retour de la partie hard rock pour le final.
Le groupe s'est inspiré du morceau de John Lennon Happiness is a Warm Gun dans l'album blanc des Beatles, qui est lui aussi construit en trois sections musicales différentes. On peut trouver aussi une ressemblance, dans les arpèges de guitare (lors du passage où Yorke chante what's thaaaaat), avec ceux de la chanson In the Square des Pretty Things (sur l'album Parachute, sorti en 1970).
Colin Greenwood, le bassiste de Radiohead, explique en effet « Pour Paranoid Android nous avions en tête un DJ Shadow rencontrant le genre Beatles ». Thom Yorke va dans le même sens en racontant : « Cela a vraiment démarré comme trois chansons dont nous ne savions que faire. Puis nous avons pensé à Happiness is a Warm Gun qui était d'évidence constitué de trois parties mises ensemble par John Lennon, et nous nous sommes dit « pourquoi n'essayerions-nous pas ça » ? Le groupe se serait également inspiré de Bohemian Rhapsody de Queen.

## Reprises
Paranoid Android a été retranscrite à deux reprises au piano par le pianiste Brad Mehldau, fan avoué du groupe. La première version de neuf minutes figure sur l'album Largo en 2002 en présence des percussionnistes Jim Keltner et Matt Chamberlain. La deuxième version apparaît en 2003 sur l'album Live in Tokyo. C'est une version solo, hommage de dix-neuf minutes à la musique originale de Radiohead. Elle respecte les différentes phases de la structure du morceau décrite ci-dessus, tout en intégrant des passages d'improvisation et d'interprétation personnelle, comme une introduction longue de près de quatre minutes.
Le University of Massachusetts Minuteman Marching Band a repris la chanson dans un concert mêlant xylophones, cloches d'orchestre, caisses claires, cymbales, grosse caisse et timbales.
Elle est également reprise par les Easy Star All-Stars dans leur album Radiodread, qui consiste en une reprise intégrale en reggae d'OK Computer.
Elle a été reprise par Sia Furler en 2009.
En 2011, un clip vidéo est mis en ligne sur YouTube où sont assemblées et mixées les performances de 35 artistes différents à travers le monde reprenant Paranoid Android.

## Utilisation dans les médias
Paranoid Android a été utilisée en tant que générique de fin pour la série animée japonaise Ergo Proxy. Une reprise par Brad Mehldau est présente dans le film Ils se marièrent et eurent beaucoup d'enfants (2004) d'Yvan Attal.

## Clip
Le clip se base sur les personnages du dessin animé Robin, créé par Magnus Carlsson, diffusé à l'époque sur MTV. Personnages qui avaient le don de se retrouver dans des histoires le plus souvent tordues.

## Liste des pistes
Toutes les chansons ont été écrites par Thom Yorke, Jonny Greenwood, Ed O'Brien, Colin Greenwood et Phil Selway.
| - CD1 (CDODATAS01) 1. Paranoid Android — 6:27 2. Polyethylene (Parts 1 & 2) — 4:23 3. Pearly* — 3:34 - CD2 (CDNODATA01) 1. Paranoid Android — 6:27 2. A Reminder — 3:52 3. Melatonin — 2:08 | - Disque Vinyle (CDNODATA01) 1. Paranoid Android 2. Polyethylene (Parts 1 & 2) - Japon CD Single (TOCP40038) 1. Paranoid Android — 6:26 2. Polyethylene (Parts 1 & 2) — 4:22 3. Pearly* — 3:33 4. Let Down — 4:59 |

## Disctinction
Paranoid Android a été classée 21e meilleure chanson britannique de tous les temps par XFM en 2010.